# غوردون جينينغز لاينغ
غوردون جينينغز لاينغ (بالإنجليزية: Gordon Jennings Laing)‏ هو باحث في تاريخ العصور الكلاسيكية أمريكي، ولد في 16 أكتوبر 1869 في لندن في كندا، وتوفي في 1 سبتمبر 1945 في ليك زوريخ في الولايات المتحدة.